# Open Barletta 2025
L'Open Barletta 2025 è stato un torneo maschile di tennis professionistico. È stata la 25ª edizione del torneo, facente parte della categoria Challenger 75 nell'ambito dell'ATP Challenger Tour 2025, con un montepremi di 91 000 €. Si è giocato dal 31 marzo al 6 aprile 2025 sui campi in terra rossa del Circolo Tennis Barletta Hugo Simmen di Barletta, in Italia.

## Partecipanti

### Teste di serie
| Nazionalità | Giocatore         | Ranking* | Testa di serie |
| ----------- | ----------------- | -------- | -------------- |
| Francia     | Valentin Royer    | 121      | 1              |
| Francia     | Grégoire Barrère  | 157      | 2              |
| Rep. Ceca   | Dalibor Svrčina   | 165      | 3              |
| Croazia     | Duje Ajduković    | 167      | 4              |
| Regno Unito | Daniel Evans      | 183      | 5              |
| Belgio      | Gauthier Onclin   | 211      | 6              |
| Regno Unito | Paul Jubb         | 217      | 7              |
| Uzbekistan  | Khumoyun Sultanov | 221      | 8              |

* Ranking al 17 marzo 2025.

### Altri partecipanti
I seguenti giocatori hanno ricevuto una wild card per il tabellone principale:
- Pierluigi Basile
- Jacopo Berrettini
- Marco Cecchinato

Il seguente giocatore è entrato in tabellone come special exempt:
- Dalibor Svrčina

I seguenti giocatori sono passati dalle qualificazioni:
- Vitaliy Sachko
- Jelle Sels
- Jacopo Vasamì
- Dino Prižmić
- Lilian Marmousez
- Tiago Pereira

Il seguente giocatore è entrato in tabellone come lucky loser:
- Andrea Picchione

## Punti e montepremi
| Torneo    | Torneo              | V     | F     | SF    | QF    | 2T    | 1T  | Q | Q2  | Q1  |
| Singolare | Punti               | 75    | 44    | 22    | 12    | 6     | 0   | 4 | 2   | 0   |
| Singolare | Premi in denaro (€) | 9,880 | 5,820 | 3,450 | 2,000 | 1,165 | 720 | – | 360 | 185 |
| Doppio    | Punti               | 75    | 44    | 22    | 12    | –     | 0   | – | –   | –   |
| Doppio    | Premi in denaro (€) | 4,250 | 2,450 | 1,480 | 880   | –     | 500 | – | –   | –   |

## Campioni

### Singolare
Dalibor Svrčina ha sconfitto in finale  Vitaliy Sachko con il punteggio di 7–5, 6–3.

### Doppio
Alexander Merino /  Christoph Negritu hanno sconfitto in finale  Mats Hermans /  Tiago Pereira con il punteggio di 7–6(5), 6–2.